# Lomtjärnen (Jokkmokks socken, Lappland, 739518-168640)
Lomtjärnen är en sjö i Jokkmokks kommun i Lappland och ingår i Luleälvens huvudavrinningsområde.